# FNN奥さまニュース
『サンケイ奥さまニュースFNN』（サンケイおくさまニュースエフエヌエヌ）は、FNN加盟局と一部の非加盟局で放送されていたスポットニュースである。協力：サンケイ（産経新聞）。フジテレビでは1966年4月から1982年3月まで放送。

## 放送時間
いずれも日本標準時。
- 月曜 - 土曜 15:00 - 15:15 （1966年4月 - 1968年3月） - 1966年9月までは「FNN」を付けずに放送。
- 月曜 - 土曜 14:45 - 15:00 （1968年4月 - 1976年3月） - 『奥さまスタジオ 3時のあなた』と『ビートポップス』の放送開始に伴う繰り上げ。
- 月曜 - 金曜 14:45 - 15:00 （1976年4月 - 1982年3月）

## 放送局

### FNN加盟局
番組放送当時の加盟局。
- フジテレビ
- 北海道文化放送 - 1972年4月の開局時から、「UHB奥さまニュースFNN」とタイトルを差し替えて放送。
- 仙台放送
- 秋田テレビ
- 山形テレビ - 現・ANN系列局。1980年代中ごろまで、『サンケイテレニュース』の時間帯に放送のローカルニュースとして同タイトルを使用した。
- 福島中央テレビ - 1971年9月までネット。
- 新潟総合テレビ（現・NST新潟総合テレビ）
- 長野放送[1]
- テレビ静岡
- 富山テレビ
- 石川テレビ
- 福井テレビ
- 東海テレビ - 15分番組時代には、タイトルはそのままでフジテレビ発のオープニング・エンディングのスタジオ風景とテーマ音楽をそのまま流していた。途中、放送時間を5分縮小させて「東海奥さまニュースFNN」と改題し、協力：中日新聞のローカルニュースとした（いわゆる、企画ネット）。
- 関西テレビ - 「KTVニュース FNN」とタイトルを差し替えて放送。
- 山陰中央テレビ
- 岡山放送
- 広島テレビ - 1975年9月までネット。ただし、土曜版についてはネットせず。
- テレビ新広島 - 1975年10月の開局時から、「tss奥さまニュースFNN」とタイトルを差し替えて放送。フジテレビ発の本番組が終了した1982年4月以降も、「サンケイテレニュースFNN」を改題して1993年9月までこのタイトルで放送されていた。なお開局前のサービス放送期間中は広島テレビに配慮して放送されなかった。
- テレビ愛媛
- テレビ西日本
- サガテレビ
- テレビ長崎
- テレビ熊本
- テレビ大分
- テレビ宮崎 - 「UMK奥さまニュース」とタイトルを差し替えて放送。
- 鹿児島テレビ
- 沖縄テレビ - フジテレビ発の本番組が終了した1982年4月以降も、1989年ごろまでこのタイトルで放送されていた。

### FNN非加盟局
岩手放送・福島テレビ・山梨放送・四国放送の4局は、FNN非加盟にもかかわらずタイトルを差し替えないで放送していた（福島テレビは1971年10月以降FNSに加盟）。また、当時JNNに昼間のスポットニュースが設定されなかったため、岩手放送・福島テレビ・テレビ山口は排他協定の例外措置として産業経済新聞社配給番組に準じた扱いで放送された。
- 青森放送 - FNN・FNSともに非加盟であるため、『奥さまニュース』というタイトルに差し替えていた。タイトル表示はブルーバック。14:55 - 15:00の5分間のみの放送で、フジテレビ発の本番組が終了した1982年4月以降も、1989年12月29日まで『奥さまニュース』のタイトルで放送（1989年12月29日をもって『FNN午後のスポットニュース枠』を打ち切り）[2]。
- 岩手放送（現・IBC岩手放送）
- 福島テレビ - 1968年10月からネット開始。福島中央テレビ開局でネットを打ち切るが1971年10月からネット再開[3]。当時はFNSには加盟していたがFNNには非加盟だったため、『奥さまニュース』というタイトルに差し替えていた。FNNには番組終了後の1983年4月に加盟。
- 山梨放送
- テレビ山口 - 当時はFNSには加盟していたがFNNには非加盟だったため、『奥さまニュース』というタイトルに差し替えていた。
- 四国放送
- 高知放送 - FNN・FNSともに非加盟であるため、『高知新聞奥さまニュース』というタイトルに差し替えていた。

## キャスター
- 三上彩子
- 宮崎吉政
- 長沢美雪
- 有馬真喜子
- 西清子
- 糸川英夫

ほか